# 檜原村デマンドバス
檜原村デマンドバス（ひのはらむらデマンドバス）は、東京都西多摩郡檜原村で運行されているコミュニティバス（デマンドバス）。愛称は「デマンドバスやまびこ」。村内の一般路線バス（西東京バス五日市営業所が運行）と交通空白地域を結ぶフィーダー線として運行する形態が特徴。車両はワンボックスカーを使用し（村では「ワゴンバス」と称する）、檜原村内のタクシー会社2社へ運行を委託している。

## 沿革
檜原村はその山がちな地形ゆえに平地が少なく、沢沿いに集落が点在しているが、道が狭かったりバス停から離れていたりといった要因で「交通空白地域」となった集落が複数あった。
それを解決するために検討されたのがデマンドバスの導入で、まず2008年2月15日、神戸地区・藤倉地区の2路線で実証運行を開始した。運行開始から2か月半の利用者数は、神戸地区952人、藤倉地区462人であった。以降も運行体系を見直し実証運行を継続したのち、2011年4月1日に本格運行へ移行した。
2010年7月2日より、笛吹地区・上平地区での実証運行も開始された。
また、同様に2017年12月14日より泉沢・日向地区でも運行を行っている。

## 運行内容
４路線の全便とも運行ダイヤが設定されているが、神戸線・藤倉線・泉沢日向線は定時便と予約便があり、予約便は予約がある場合のみ運行を行う。また、笛吹・上平線は完全予約制となっている。
運賃
- 100円均一、未就学児は無料。
- 車内で回数券を発売。

運転日
- 神戸線と藤倉線は平日のみ、笛吹・上平線は月曜日・水曜日・金曜日のみ、泉沢・日向線は火曜日・木曜日・土曜日のみ運転。土曜日、日曜日、祝日、年末年始（12月29日 - 1月3日）は全便運休。

## 路線
- 神戸線：神戸園入口 - 神戸自治会館 - 大橋 - 春日神社 - 公営住宅入口 - 郷土資料館
  - 大谷商事へ運行委託。定時便は下り4本・上り6本、予約便は下り3本・上り1本。
- 藤倉線：上白岩 - 月夜見入口 - 旧藤倉小前 - 藤倉バス停 - 総角沢回転場 - 藤倉バス停
  - 横川観光へ運行委託。定時便は下り3本・上り6本。予約便は上り1本。
- 笛吹・上平線：人里バス停 - 西川橋バス停 - 檜原窯 - 西川橋バス停 - 笛吹入口バス停 - 笛吹自治会館 - 笛吹芝下
  - 横川観光へ運行委託。完全予約制。下り4本・上り2本。
- 泉沢・日向線：檜原村役場前 - 上日向 - 泉沢回転場 - 和田向バス停 - 泉沢回転場 - 和田向バス停 - 上日向 - 檜原村役場前
  - 横川観光へ運行委託。定時便は上下6本。予約便は上下2本。